# がんばれ森川君2号
『がんばれ森川君2号』（がんばれもりかわくんにごう、Pet in TV）は、1997年5月23日にソニー・コンピュータエンタテインメントから発売されたプレイステーション用ゲーム。AIが搭載されたおもちゃのような「PiT」(Pet in TV) を育成する内容。
2007年2月22日にPSP用、同年4月26日にプレイステーション3用のゲームアーカイブスがそれぞれ配信された。

## システム

### ゲーム目的
プレイヤーはPiT（ピット）と呼ばれるロボットを育成し、箱庭で作られた世界を冒険し全てのワールドに置かれている「AI-CHIP」を収集するのが目的。各ワールドはステージ・地形や置かれているオブジェクトなどが異なるが基本的には全て同一の造りになっている。ワールドによっては仕掛けを解かなければ先に進めない場所や、PiT自身の運動能力が問われる場所もある。

### PiTのステータス
腕の力、脚の力
腕の力は腕を使う行動回数、脚の力は足を使う行動回数により上昇する。力が上昇すると腕や脚を使った行動が単純に強化される。そのため、本来ならばスイッチを操作して開かなければならない扉や壁を破壊・ジャンプにより回避して移動させるようなPiTを育てることも可能になる。一定以上の力が無ければクリアできないワールドも存在する。また、脚の力が上昇するとPiTは空腹度・疲労度が無い状態の時に走り出す。
外装、被り物
外装は単純にPiTの見た目を変えるというもので、初期デザインの5種類を含めると総数で46種類にのぼる。これらは各ワールドに散らばって置かれてあり、場合によっては仕掛けを解かなければ入手できないものもある。外装は綺麗だったりカラフルだったり一風変わっていたりと様々なデザインが用意されており、家に持ち帰る事でプレイヤーが任意で選択し着せ替える事ができる。
被り物は外装同様見た目が変わるというだけのものだが、これらは外装のように常に着用できるものではなく被り物が置かれているステージ内だけに限る。
拡張パーツ
PiTの身体に直接装着するパーツ。じょうろのような鼻や水かき風の足などいくつかの数があり、外装同様に常に着用しておける。さらにこれらは装着すると耐久度や能力が上昇する効果もある。ただしこれらの入っている宝箱を持ち帰るにはある程度の腕の力が必要となる。

### 基本動作
ワールドには多種多様なオブジェクトが配置されている。食べ物や生き物の他にも特に意味の無い物や危険な物、綺麗な物やPiTが不快に感じる物など。これらには何が正解という定義は存在せず、オブジェクトに対して行う行動については全てプレイヤー自身の判断に任されている。ただし壊してしまうと仕掛けが解けなくなる物や気絶した上に家に強制送還されるほど危険な物も存在するため、プレイヤーはPiTが危険な状態に陥るオブジェクトにはできる限り無難な行動を覚えさせる必要がある。

### 空腹度と疲労度
どちらもPiTが冒険や活動をするために無くてはならないパワー。空腹度は画面左下の胃腸マーク、疲労度も同じく画面右下のフラスコマークで表示される。空腹度は胃腸マークの赤色が減る事で、疲労度はフラスコマークの青色が溜まる事で状態が悪化しているのを示す。空腹度はステージに置かれているエネルギーパックや食べ物などで、疲労度は疲労回復パックや特殊なキノコを食べるかスタートボタンで休ませる事で回復できる。

### ゲームオーバーについて
他のゲームのようにロード画面に戻される、といったようなゲームオーバーの概念は無く、家に戻される事がゲームオーバーという事になっている。PiTは空腹度か疲労度のどちらかが最悪状態になると動けなくなりその場に倒れてしまう事がある。こうなった時は探索を中断しすぐに家に戻す必要がある。また、生き物やオブジェクトからのダメージが大きすぎて気絶状態から復帰できなくなった場合も家に戻る事になる。ただしそういった原因で強制的に戻されても探索途中だったステージへは家の前のワープタイルから即座に移動はできる。

## PiT教育

### プレイヤーによる教育
基本的にPiTは興味のある生き物やオブジェクトに対していくつかのパターン的な行動を取る。その行動が終了すると生き物・オブジェクトがどういう状態になっていても逐一プレイヤーに「その行動が正解か否か」といった問いかけをしてくる（これはOKアイコン（=正解）とNOアイコン（=不正解）によって表現される）。プレイヤーは今後その生き物・オブジェクトにどういった行動をさせたいかという事を考え、正解または不正解を出していく事となる。何度も繰り返してこの一連の動作を終えるとPiTは学習し、以降は該当の生き物・オブジェクトに対して学習させた行動を優先的に取るようになる。

ある程度PiTが成長するとワールド8と呼ばれるワールドへ行く事ができる。ここは全てのステージやオブジェクト・仕掛けをPiT自身の判断能力のみでクリアしていくという特殊なワールドで、プレイヤーが指示したり覚えさせる事は不可能。ワールド1～7でのプレイヤーによる学習は全てこのワールド8に集約されていると言っても過言ではない。

### PiTの行動
PiTは生き物やオブジェクトに対して以下の12種類のアクションをランダムで取る。
叩く
対象を叩く。スイッチやレバーなど多くの仕掛けはこの行動で変化する。また、ダメージを与える効果があるので爆弾や一部の生き物は叩く事で爆発してしまう。PiTの腕の力が大きく関わるアクションで、腕の力によっては通常では壊せないものや生き物も壊してしまう事ができるようになる。ある程度の腕の力がついてきたらやたらと叩かないよう教育をする事が望ましい。
蹴る
対象を蹴る。叩く事と一見変わりないように見えるが、このアクションではスイッチ類の操作は不可能。他は爆弾が爆発してしまったり、脚の力によっては色々なものを破壊できてしまう点は叩くアクションと同一。蹴る事が必須とされるオブジェクトは無いが、脚の力は拡張パーツを取り付けるほかはジャンプかこの方法で無ければ上がらない。
においを嗅ぐ
対象のにおいを嗅ぐ。対象に直接接触するわけではないのでPiTに被害が及ぶ事が少なく、ある意味では最も無難なアクション。ただし一部の生き物やオブジェクトはこのアクションですらも反応する場合もある。PiTの性格によってはにおいにより好き嫌いを判別する事がある。
飛び越える
対象を飛び越えて反対側へ行こうとする。脚の力が育っていないと飛び越える事はできない。対象を回避する行動なので実質的なPiTへの被害は無い。
食べる
対象を食べる（食べようとする）。エネルギーパックや薬、果物、キノコなどは食べる事ができるが、一部の食べ物は食べるとマイナスステータスになってしまうものもある。
投げる
対象を持ち上げて放り投げる。腕の力が育っていないと投げる事はできない。投げた生き物やオブジェクトは腕の力次第で前方何マスか先に移動する。
持ち帰る
背中のバックパックに入れて家に持ち帰ろうとする。特に自習モードの場合には気に入った生き物やオブジェクトに対して優先的に行うアクション。持ち帰ったものは家にて元の位置に戻すかそのままコレクションするかを選択できる。AI-CHIPや外装、拡張パーツなどは別枠で保管される。
頭に乗せる
対象を持ち上げて頭に乗せる。腕の力が育っていないと持ち上げる事はできない。ほとんどの生き物やオブジェクトは頭に乗せる事ができるが、このアクションは主に被り物を頭に乗せて着替えるためにある。
脅かす
対象を脅かす。多くのオブジェクトにはさほどの効果は無いが、生き物の中には脅かす事で何らかの反応を示すものや、オブジェクトの中にも脅かす事で変化するものもある。
引っくり返す
対象を引っくり返す。腕の力が育っていないと引っくり返せないが、投げたり持ち帰るほどの腕の力は必要とされない。ただ単に引っくり返すだけなので目立った反応をする生き物やオブジェクトは少ないが、一部のオブジェクトは引っくり返す事で変化するものがある。
触る
対象を触る。多くの生き物やオブジェクトに対してのこのアクションは単に触るだけだが、スイッチやレバー類に対して触った時は仕掛けを発動させるというアクションになる。壊してしまう事がないぶん、こちらの方が安心なアクション。
押す
対象を押す。腕の力が育っていないと押す事はできない。ブロックや一部のオブジェクトは押す事で先への道が現れたり、ステージが変化したりする。
家に帰ろうとする
背中のバックパックからプロペラを出して家に帰ろうとする。これは特殊なアクションで、通常時では行わない。自習モードやP-ZONEでPiTがどうにも行き詰ってしまった時に「進む事を諦めた」という意味で家に帰る事がある。また、各ワールドのAI-CHIPを手に入れると同じく帰ろうとする。

### プレイヤーの直接指示
□ボタンを押す事によりプレイヤーはPiTに直接働きかけるコマンドを表示する事ができる。
指示アイコン
フラグのマークを押すと、PiTを向かわせたい場所へと直接誘導させる事ができる。全ての行動を無視して移動するので移動はスムーズになるが、PiTのストレスが溜まりやすい。
自習アイコン
鉛筆のマークを押すと、PiTは自分の意志で全ての行動を行うようになる。プレイヤーは一切関与できない。もう一度□ボタンを押して自習アイコンのチェックマークを消すと自習状態は解除される。
よしよしアイコン
手のマークを押すとPiTを撫でる事ができる。ストレスが溜まった時に撫でると機嫌を治してくれる。
クレーンアイコン
これを押すと家の前かステージの開始地点のどちらかにPiTを移動させる事ができる。仕掛けや地形に詰まってどうにも抜け出せなくなった時や一旦家に帰りたい時はこれを利用する。
その他の表示
PiTのAI状態などを示している。プレイヤーが理解する必要はない。

## 登場キャラクター
PiT
ピットと読む。この世界を冒険する主人公でプレイヤーのペット。ゲーム開始時に5種類の中から好きな性格のPiTを選べるが、能力の上がり方やオブジェクトへの初期対応以外は基本的にどのPiTもほとんど同じ。プレイヤーが育成・教育し全ての「AI-CHIP」を集め、最終的にゴールデンPiTを作り出すまでが彼の役割。ちなみにPiTは言語を持っており、嬉しい事や不快な事に対して独自の言語で喋っている。また成長の概念も存在し、長時間育成していると身体が大きくなる。
Dr.Y
PiTの家のメンテナンス・ユーティリティー。プレイヤーにとっては執事のような存在。家に常駐しており、PiTの身体状態の調査・修正を行う事ができる。他にもPiTが持ち帰ったアイテムを審査し倉庫にコレクションするかステージに戻すかどうか、各種外装・拡張パーツの付け外し、PiTの学習状態の検査や空腹、疲労の回復、セーブやロード、AI-CHIPの格納など、ほとんどのシステムコマンドはDr.Yによって行える。
また、ワールドに時折Dr.Yが登場する場合がある。練習ステージに多く見られ基本的には仕掛けのヒントをくれるなどのお助けキャラとして登場するが、中には狂ったDr.Yも居るために注意が必要。
さまざまな生き物
各ワールドにはさまざまな生き物が存在する。これらは特に進行に必要な存在という事はなく、PiTが何もしなくても勝手に行動したり移動したり爆発したりする。PiTが時折興味を持って接する事もあるが基本的に生き物はPiTの害にはなっても益にはならない。プレイヤーがPiTや箱庭世界を見て楽しむ事同様に他の生き物の動きを観察して楽しむために存在している。

## オブジェクト
オブジェクトは大まかに分けると5種類に分けられる。
食べ物
PiTが食べる事ができるオブジェクト。エネルギーパックや疲労回復パック、果物などの他、パワーパックと呼ばれるそのステージ内でだけ腕・脚の力がアップする薬やキノコなどが存在する。PiTの空腹度や疲労度が回復したり能力が上昇したりと良い結果になる事が多いが、キノコの中にはPiTがおかしな歩き方をするようになるものやPiT自身が不味いと判断して近づかなくなるものもある。
収集品
外装ディスクや拡張パーツの入った宝箱、BGM-CD、AI-CHIPなど。ワールドに数えるほどしか存在しないほど貴重品でもあるので優先的に持ち帰らせるように覚えさせたい。
仕掛け
スイッチやキューブ、ツボやハテナボックスなど。PiTが何かしらの行動を取ることにより仕掛けが発動して生き物、アイテムが出現したり新たな道が現れたりする。中にはPiTの能力がある程度無ければ発動させられない物もある。危険なものとして爆弾もある。
移動タイル
東、西、南、北と書かれたタイルで、これに乗ると該当方角のステージへ移動できる。セレクトボタンで表示できる簡易マップと併せて使うと効果的。また、PiTの家の前にあるうずまきタイルはワープ通路と呼ばれ、家に帰る直前に居たステージへ瞬間移動できるという特殊なもの。他にも地雷は踏むと爆発してしまう上にPiTは他の地面と区別が付かない。
特に意味の無い物
その他、木、花、ウンチ、岩、クリスタル、雪だるま、ダイヤモンド、切り株…など。PiTは気に入れば持ち帰ってコレクションしようとし、気に入らなければ近づかなくなる。

## ワールド
ワールドは全てで0～9。特殊なワールドは0、8、9のみで、他のワールドは全て環境や地形など特徴あるステージばかり。ワールドによるPiT側への影響は無い。

ワールドの中にあるひとつひとつの小部屋はステージと呼ばれる。また、全てのワールドではセレクトボタンを押す事で全体的な簡易マップを表示できる。ステージ内の仕掛けや食べたものは一度別のステージに移動してから再び訪れると元通りになっている（コレクションした生き物、オブジェクトを除く）。
ワールド0
PiTの家、練習ステージ、各ワールドへのワープがあるワールド。PiTが冒険するような場所ではなく、プレイヤーがPiTの動かし方を学ぶ練習ステージと家だけが重要ポイント。
ワールド1
家の横にあるワープから行く事のできる草原ワールド。平坦でほぼ一本道。ちょっとした仕掛けはいくつかあるが、それほど難しい物や危険な物は無い。練習ステージをクリアしたらすぐ来ても大丈夫。キーウィやカエルなどの生き物も出てくる。
ワールド2
洞窟ワールド。色々な種類のキノコやスライムが出てくる。仕掛けが少し複雑になる。
ワールド3
滝のある森林ワールド。ステージ同士の繋がりが複雑になり、新しいオブジェクトも出現。あるステージで起こした仕掛けにより別のステージで○○が起きる、といったような連鎖した仕掛けも登場する。
ワールド4
砂漠と荒野ワールド。比較的危険な物が多く、腕の力や脚の力が成長していないとAI-CHIPまで辿り着けない。どこかにオアシスが存在する。
ワールド5
雪と氷のワールド。高低差が激しく、脚の力が育っていないと飛び越えられない場所も点在する。どこかに壊れたPiTの家が存在する。
ワールド6
墓のある地上部分と広い地下部分とがあるワールド。地上ステージと地下ステージの繋がりが複雑で非常に迷いやすい。
ワールド7
電気仕掛けのワールド。AI-CHIPを入手するにはプレイヤーも頭を使う必要がある。電気や仕掛けで動く変わったオブジェクトも存在する。

## その他

### BGM-CD
「がんばれ森川君2号」には一貫したBGMは存在しない。その代わり、各ワールドにはBGM-CDと呼ばれるCDが11種類存在する。これは持ち帰るというよりはPiTの中に収納しておくアイテムで、PiTはBGM-CDを自分で選曲して鳴らして歩く。選曲はランダムというわけではなくPiTの状態により違ったタイプが選ばれるようになっており、ストレスや体調によりそれは変化。また、BGM-CDを選曲するタイミングもまちまちで、何もかけずに長時間行動することもままある。

### 隠しワールド
ワールド9へ行くにはP-ZONEとP-STAGE両方に繋がる仕掛けを解かなければならない。P-ZONEとはワールド8のこと。P-STAGEとは、各ワールドの簡易マップに「P」と書かれた部屋のこと。このP-STAGEに立っている看板に書かれた数字と同じP-ZONEステージをクリアすると、隠しワールドのワールド9が該当ワールドに出現する。P-ZONEをクリアしながら各ワールドのP-STAGEを訪問するというのが効率的な流れ。

### ゴールデンPiT
全てのAI-CHIPを入手すると、ゴールデンPiTが作成される。これが作成された時点でゲーム目的は達成されたという事になり、実質的な「がんばれ森川君2号」のゲームクリアとなる。

このゴールデンPiTは解放すると事細かに性格や嗜好を設定できる金色のPiTで、一定能力がある状態からPiTを再育成できる。ただし一般的なつよくてニューゲームのような要素はそれだけで、ワールドごとの仕掛けやそれ以外の変更点は無い。

## PiTのAIについて
1990年代後半の時点で、本格的に人工知能（AI）技術を取り入れたゲームソフトはPC向けにいくつか存在していた一方、ハード性能の制限のためコンシューマ向けには存在していなかった。しかし、次世代機（第5世代）では性能が飛躍的に向上したことで、本格的なAI技術をある程度は取り入れることが可能となった。また、ゲーム内容の多様化とリアリズム嗜好のブームにおいて、制作者とユーザーの双方に本格的なAI技術への期待が生まれていたこともこれを後押しした。
PiTに搭載されたAIについては、人工知能学会誌に掲載された森川の論文『テレビゲームへの人工知能の利用』にて言及されている。PiTのAIは、バックプロパゲーション（BP）モデルを採用しており、プレイヤーから指示を受ける度に対象のアイテムの重要性（指示される回数が多ければ「重要なアイテム」と判断する）を、またアクションに対するアイテムの反応に対し快あるいは不快という印象を学習する。ゲーム進行中に追加の学習や修正が行われない部分（森川は「本能」と例えた）の部分、すなわちステージでの方針（体調やステージ内のアイテムの印象から判断）および音楽の好みにも、訓練済のBPが用いられた。
BPモデルを用いる場合、再学習の度に1.ゲームが中断する、2.（少なくとも一時的には）学習精度が落ちる、3.サンプル数の増加に伴い、学習時間が長くなり、メモリも必要になってくるという問題が生じる。本作では、学習時間および必要メモリの肥大化に対応するべく、「脳」にパーテーションを切り、また１つのBPあたりのサンプル上限を30個に制限するという方法が採用された。31個目の入力を受けると、最も近似のサンプルについて学習された「脳のパーツ」にて判断が行われ、その後に新しい「脳のパーツ」にて学習が行われる。この方法では広くサンプルを学習できないことから、最終的な学習の精度が悪化するため、ステージ内で遭遇するアイテムの大まかな順序を予想し、なるべく幅広いアイテムに均等に遭遇するよう配慮したという。

## 関連商品
- 攻略本

がんばれ森川君2号 おさんぽファイル
1997年7月発売。ISBN 978-4883176779
がんばれ森川君2号 PiT育成ハンドブック
1997年7月発売。ISBN 978-4789711968
- 漫画

がんばれ森川君2号 ギャグパラダイス
1997年9月発売。ISBN 978-4334804008
がんばれ森川君2号 4コママンガ劇場
1997年10月発売。エニックス監修。ISBN 978-4870256774
- その他

デスクトップでがんばれ森川君2号 CD-ROM for Windows 95
1998年発売。SME・インターメディア。規格番号 SSRX 3022